# Pazigyi
Pazigyi (en birman : ပဇီကြီး) est un village du village tract de Pazigyi, dans le canton de Kanbalu, dans la région de Sagaing, en Birmanie,.

## Massacre
Le 11 avril 2023, l’armée de l'air du Myanmar lance une frappe aérienne contre des forces rebelles lors de la cérémonie d'ouverture du bureau de l'administration populaire dans le village de Pazigyi, tuant au moins 100 villageois,. Lors de l'attaque, un avion de chasse largue des bombes sur un rassemblement d'habitants. Par la suite, un hélicoptère, peut-être un Mi-35, tire sans discernement sur des civils.